# نور الهدى صبري
نور الهدى صبري مواليد (13 مارس 1944) ممثلة مصرية مقيمة في الكويت، ساهمت تقديم العديد من الأعمال التلفزيونية والمسرحية، بالإضافة إلى ادوار في مجال الانمي و الكرتون.

## أعمالها

### مسلسلات
- بقايا أمل
- الأرجوحة
- بيت الوالد
- مرآه الزمان
- مايبقى غير الحب
- الأخوة الثلاثة

### مسرحيات
- عائلة ذهب في ذهب
- إعدام أحلام عبد السلام
- شياطين ليلة الجمعة

### كارتون
- عدنان ولينا
- الحوت الأبيض
- الفرسان الثلاثة في دور مرجان
- أحلى الأيام
- مغامرات نحول في دور بشار ووالدة بشار
- بومبو في دور أمين
- فلونة في دور ايميلي وجاك الصغير
- حكايات عالمية
- سفينة الأصدقاء في دور القط
- مغامرات توم سوير

## جوائز
حصلت على جائزة أفضل ممثلة دور ثان، في مهرجان الكويت المسرحي السابع، عن دورها في مسرحية «إعدام أحلام عبد السلام».

## وصلات خارجية
- نور الهدى صبري على موقع قاعدة بيانات الأفلام العربية
- "نور الهدى صبري - السينما.كوم". مؤرشف من الأصل في 2016-03-05. اطلع عليه بتاريخ 2015-07-09.

## ويكيبديا
نور الهدى صبري